# Alex Ferguson
Sir Alexander Chapman Ferguson, CBE, (født 31. december 1941 i Govan, Glasgow, Skotland) er en tidligere skotsk fodboldspiller og manager der stod i spidsen for Manchester United i perioden 1986-2013. Han har vundet flere trofæer end nogen anden manager i engelsk fodbolds historie.
Med 27 år som manager for Manchester United, er han den der har været manager for dem i længest tid (på andenpladsen er Sir Matt Busby), og Alex' embedstid er den længste af alle blandt de nuværende liga-trænere. Gennem sin tid har Ferguson vundet mange priser og sat mange rekorder, her inkluderer blandt andet Årets manager flest gange i britisk fodbolds historie. Manchester United har vundet flere titler under Ferguson, end de gjorde i alle årene inden han blev udnævnt som manager. 
Han var et af de første medlemmer i både Scottish Football Hall of Fame og English Football Hall of Fame for sine gode tilføjelser til de to landes spil, og han blev adlet til ridder i 1999 af Dronning Elizabeth II og har også Freedom of the City of Aberdeen for sine tilføjelser til byen, da han har trænet byens fodboldklub, hvor de vandt en masse store trofæer fra starten til midten af 1980’erne.
Ferguson bekendtgjorde 8. maj 2013, at han ved slutningen af den indeværende sæson ville stoppe trænergerningen. I stedet blev han klubdirektør og bestyrelsesmedlem i Manchester United.

## Overblik
Sir Alex Ferguson har tidligere været manager for East Stirlingshire og St. Mirren, før han kom ind i sin succesfulde periode som manager i Aberdeen. Efter et kort ophold som manager på Skotlands landshold – som en midlertidig erstatning for den døde Jock Stein – blev han udnævnt som manager for Manchester United i november 1986.
I Manchester United er Sir Alex blevet den mest succesfulde manager i engelsk fodbolds historie, da han har ført dem til 13 mesterskaber og to Champions League –titler. I 1999 blev han den første manager til at føre et engelsk hold til at vinde the treble som bestod af ligamesterskabet, FA Cup og UEFA Champions League. Han blev også den første manager til at vinde FA Cuppen fem gange, han er også den eneste manager der nogensinde har vundet tre ligamesterskaber i træk i den øverste liga i England med den samme klub (1998–1999, 1999–2000 og 2000–2001). I 2008 tilsluttede han sig Brian Clough (Nottingham Forest) og Bob Paisley (Liverpool) som den tredje britiske manager til at vinde Europacuppen mere end én gang.
Med hans 26 år som manager i Manchester United er han den længst siddende manager i historien – en ære han overtog efter han stak Sir Matt Busby's rekord den 19 December 2010. Igennem sin tid i Manchester United har han ved siden af de adskillige pokaler også præsteret at være den træner, som har vundet Manager of the Year flest gange i Engelsk fodbolds historie.
Sir Alex blev adlet i 1999 for sin indsats for spillet, og han er også tildelt Freedom of the City of Aberdeen.
Et tilbagevendende tema i Fergusons forvaltning af Manchester United, har været hans opfattelse af, at ingen spillere er større end klubben. Han har konsekvent benyttet en "min vej ellers er det motorvejen"-opfattelse af sin omgang med spillerne, og presset for denne forvaltningstaktik har ofte været årsag til mange bemærkelsesværdige spilleres afgange. Gennem årene har spillere som Gordon Strachan, Paul McGrath, Paul Ince, Jaap Stam, Dwight Yorke, David Beckham og mere kendt har Ruud van Nistelrooy og Gabriel Heinze forladt klubben efter varierende grader af konflikter med Ferguson. Det er også kommet frem at en af de mest inspirerende spillere i klubbens historie Roy Keane også var et offer for Fergusons’ vrede, da Keane havde sagt knusende kritik af sine holdkammerater på klubbens TV-kanal MUTV. Denne disciplinære linje, som han tager med så meget betalt for de højt profilerede spillere har været nævnt som en af årsagerne til den igangværende succes for Manchester United.
Umiddelbart efter Sir Alex Fergusons stop som manager for Manchester United udgav han en ærlig og i manges øjne kontroversiel selvbiografi. "My Autobiography" omhandler skottens ledelsesstil igennem de 26 år i spidsen for den engelske storklub. Bogen berører både konflikter og magtkampe med ovennævnte stjernespillere samt det psykologiske spil med rivaliserende Premier League-managers som Arsene Wenger, Rafael Benitez og det blomstrende venskab med senere Manchester United F.C.-træner José Mourinho.